# 薩茨維

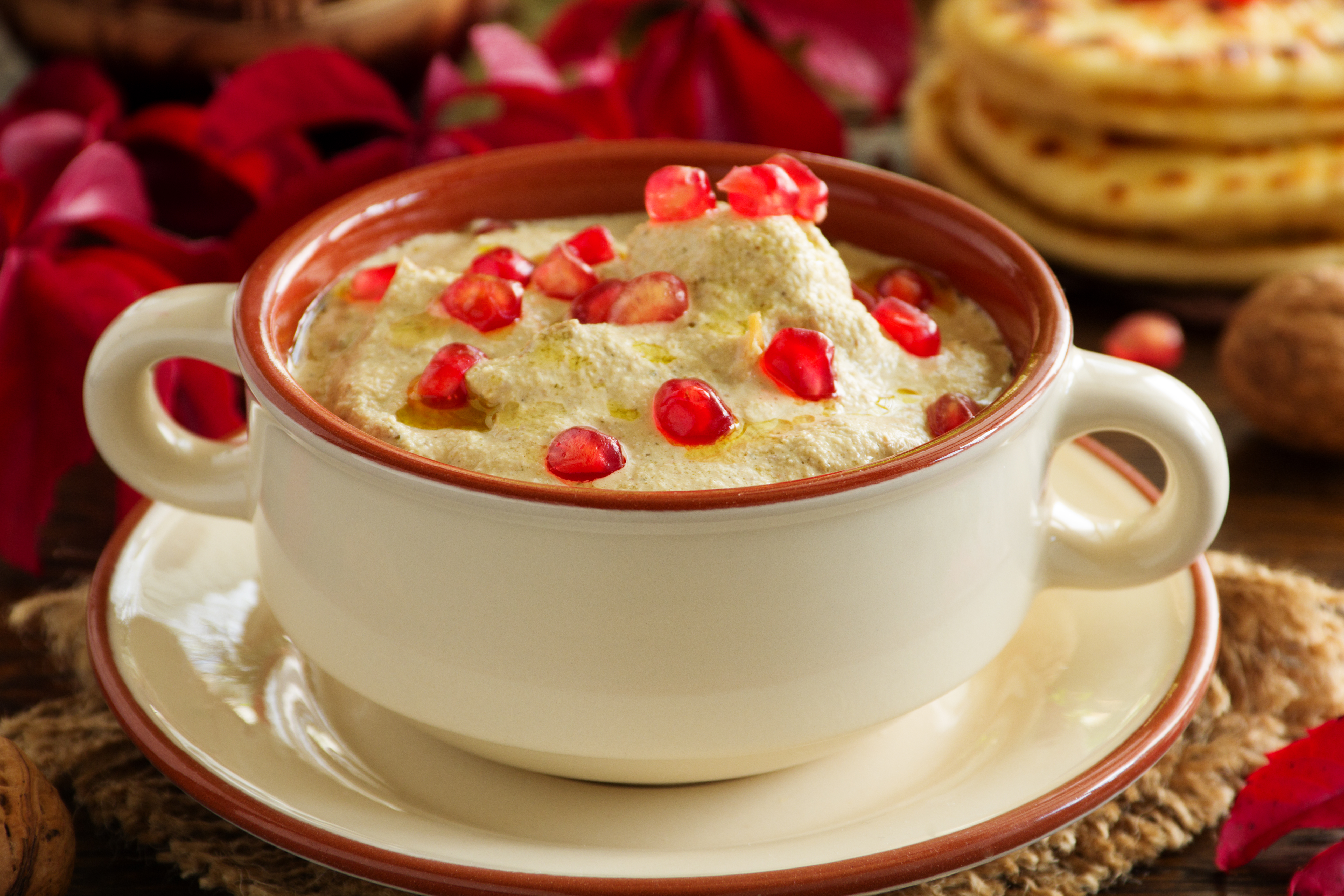
薩茨維

薩茨維是一道喬治亞傳統菜餚，主要由核桃製成。薩茨維有多種烹飪方式。薩茨維除了可以作為甜食食用之外，也可以是肉類料理的一部分。